# Brand New Eyes
Brand New Eyes a Paramore együttes harmadik stúdióalbuma, mely 2009. szeptember 29-én jelent meg. A dalokat Rob Cavallo (producer) malibui stúdiójában rögzítették. Az első kislemez Ignorance címmel, 2009. július 7-én jelent meg.

## Dalok listája
1. Careful
2. Ignorance
3. Playing God
4. Brick by Boring Brick
5. Turn It Off
6. The Only Exception
7. Feeling Sorry
8. Looking Up
9. Where the Lines Overlap
10. Misguided Ghosts
11. All I Wanted

## Az együttes
- Hayley Williams – Ének, vokál, szintetizátor
- Josh Farro – Gitár, vokál
- Jeremy Davis – Basszusgitár
- Zac Farro – Dob
- Taylor York – Ritmusgitár